# Trèbes
Trèbes [tʁɛb] ist eine französische Gemeinde mit 5386 Einwohnern (Stand 1. Januar 2022) im Département Aude in der Region Okzitanien. Sie gehört zum Arrondissement Carcassonne und zum Kanton La Montagne d’Alaric.

## Geographie
Die Gemeinde liegt zehn Kilometer östlich von Carcassonne. Nachbargemeinden von Trèbes sind Bouilhonnac im Norden, Laure-Minervois im Nordosten, Rustiques, Badens und Marseillette im Osten, Barbaira und Floure im Südosten, Fontiès-d’Aude im Süden, Berriac und Carcassonne im Westen sowie Villedubert im Nordwesten.
Trèbes liegt am linken Ufer des Flusses Aude unterhalb der Einmündung des Nebenflusses Orbiel. Die Altstadt befindet sich zwischen der Aude und dem zu ihr parallel verlaufenden Canal du Midi. Der größere Teil der Stadt liegt auf der anderen Kanalseite.

### Verkehrsanbindung
Das Gemeindegebiet wird von der Départementsstraße D6113 (früher Route Nationale (RN) 113) erschlossen, die aus dem Stadtzentrum von Carcassonne herausführt und südlich der Aude nach Osten, in Richtung Narbonne, verläuft. Im südlichen Gemeindegebiet, auf Höhe des ehemaligen Bahnhofes, zweigt die Départementsstraße D610 (La Minervoise) ab. Diese führt durch das Minervois auf der Nordseite der Aude in Richtung Béziers durch die Départements Aude und Hérault. Ganz im Süden berührt auch die Autobahn A61 das Gemeindegebiet.
Der nächste Bahnanschluss befindet sich in Carcassonne, ebenso der Flughafen Carcassonne-Salvaza.

## Bevölkerungsentwicklung
| Jahr      | 1968 | 1975 | 1982 | 1990 | 1999 | 2009 | 2018 |
| Einwohner | 2958 | 4007 | 5526 | 5575 | 5495 | 5416 | 5566 |

## Weinbau
Trèbes ist eine der rund 45 Gemeinden, die ihren Wein unter der Herkunftsbezeichnung Minervois AOC vermarkten darf.

## Sehenswürdigkeiten
- Kirche Saint-Étienne aus dem 14. Jahrhundert, Monument historique[1]
- Pont aqueduc de l’Orbiel, Kanalbrücke des Canal du Midi über den Orbiel, erbaut von Sébastien Vauban Ende des 17. Jahrhunderts, Monument historique[2]
- Dreifachschleuse im Canal du Midi

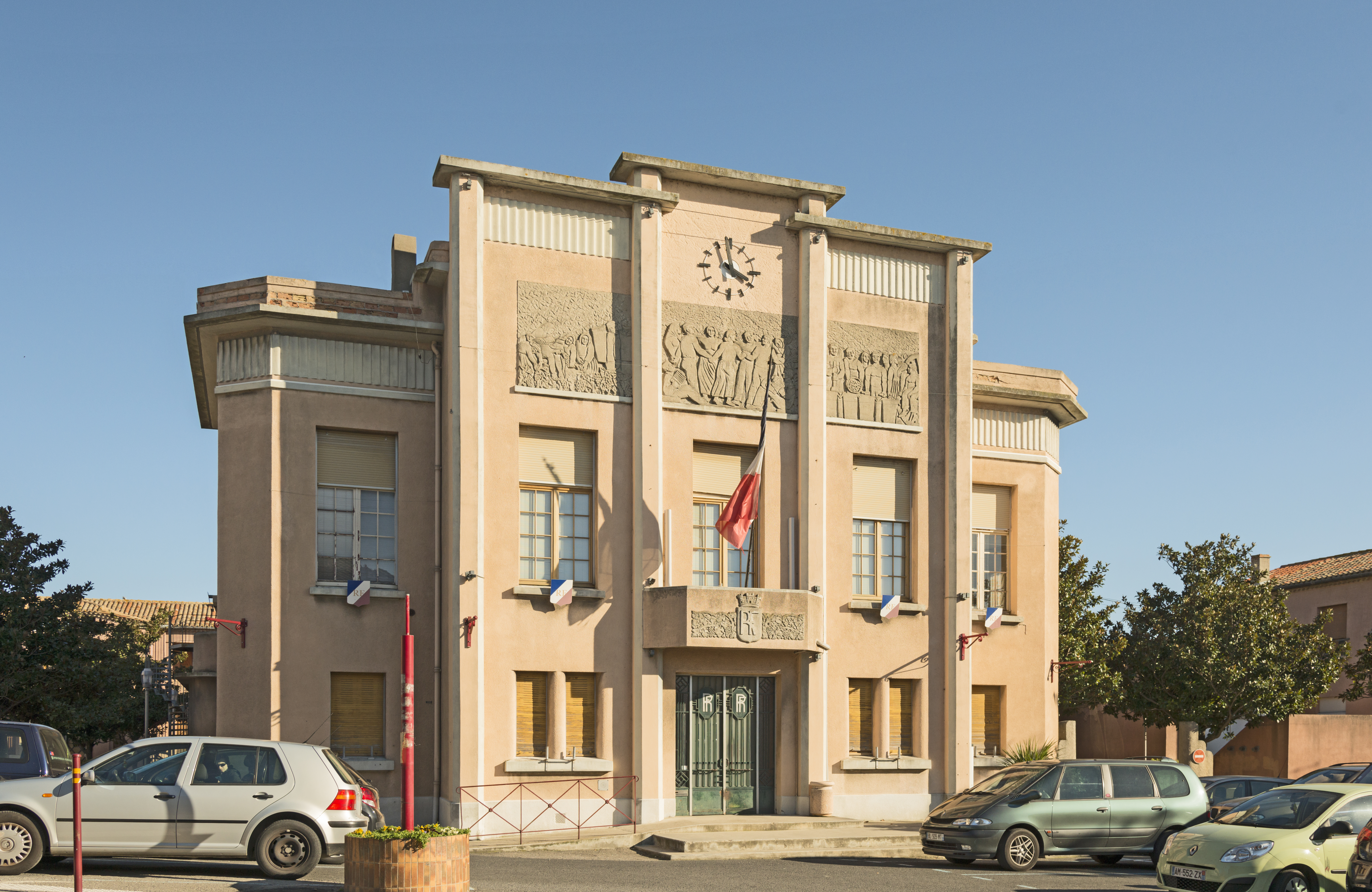
Mairie (Rathaus)
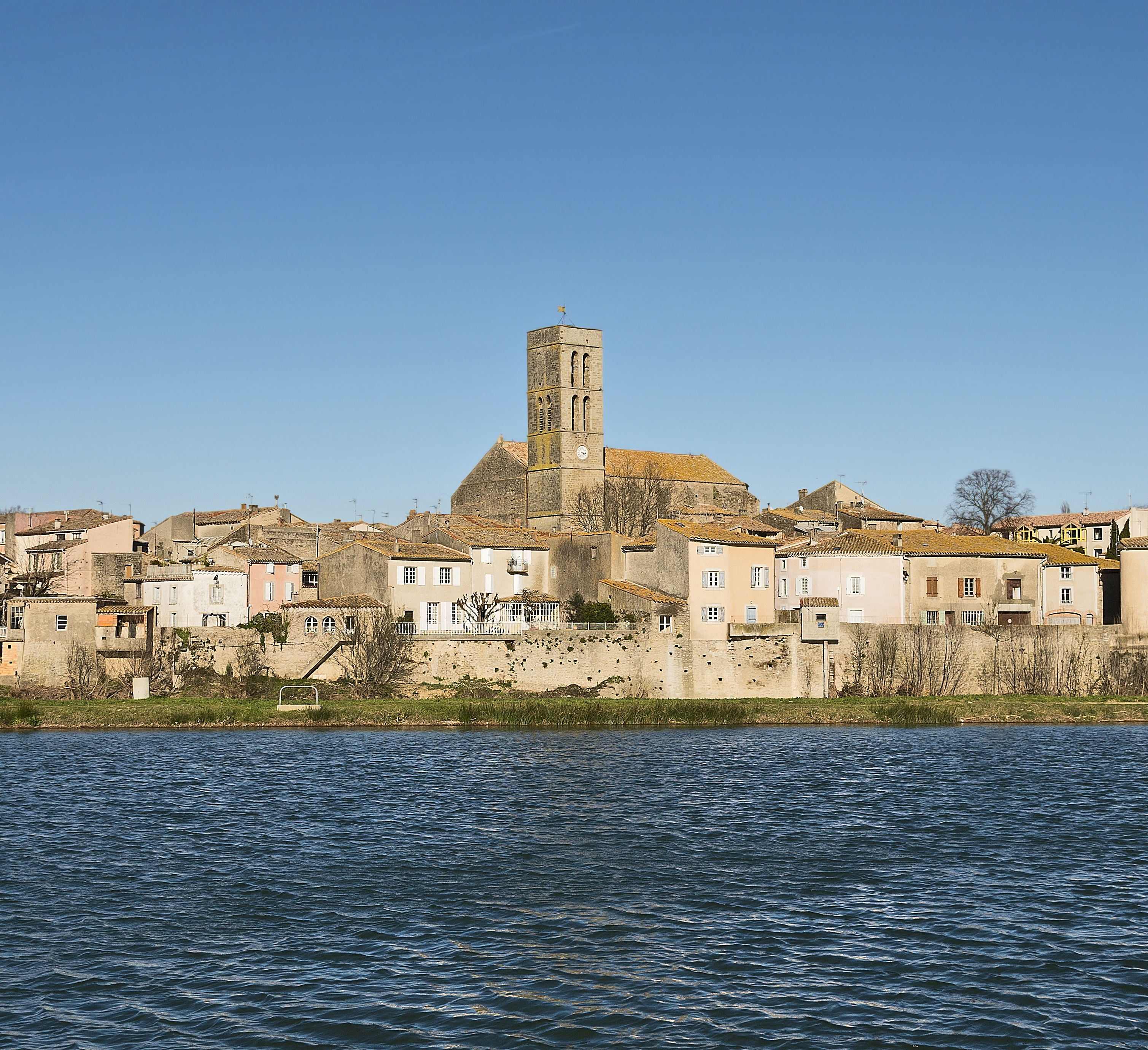
Kirche Saint-Étienne
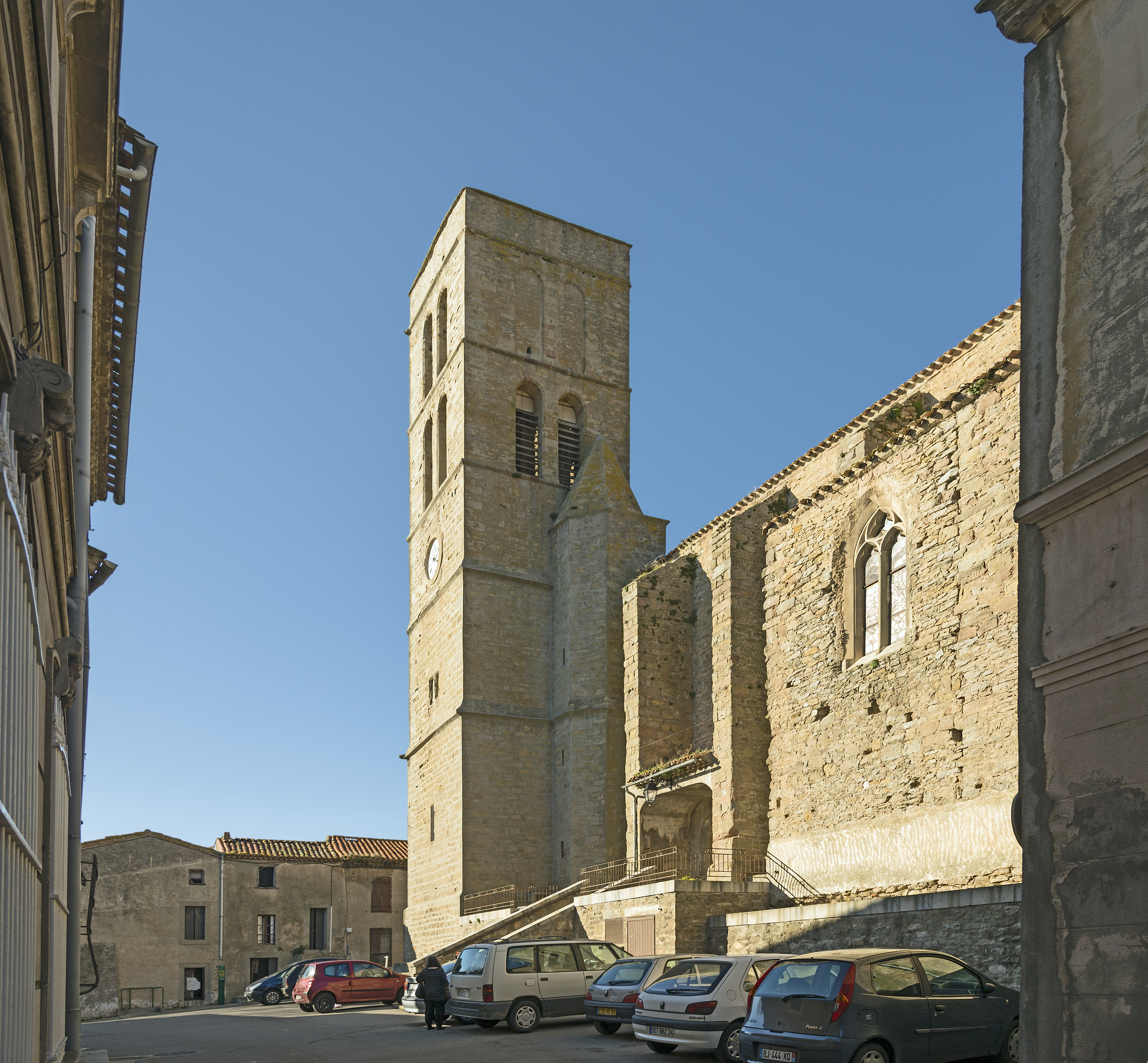
Kirche Saint-Étienne
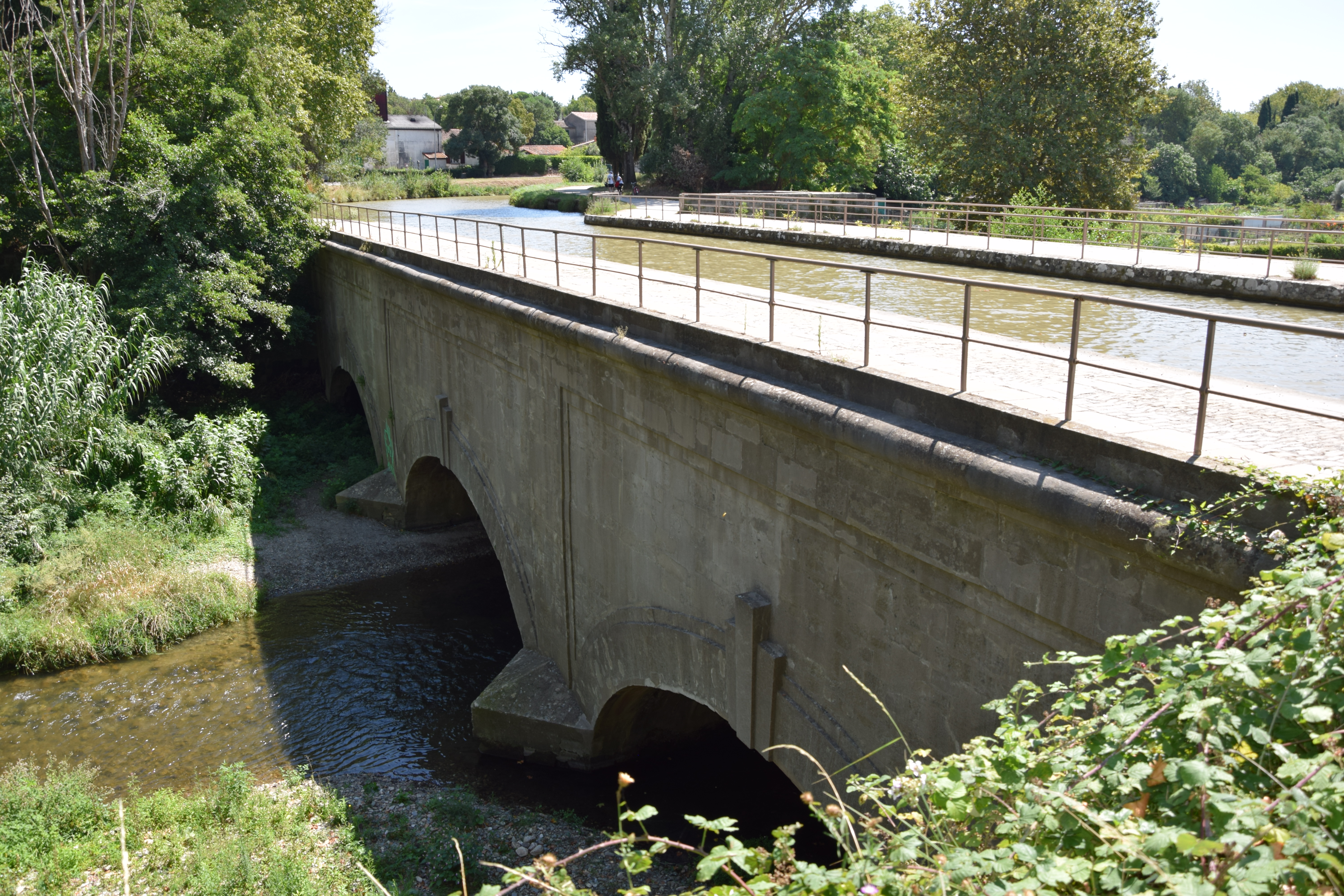
Kanalbrücke Pont aqueduc de l’Orbiel
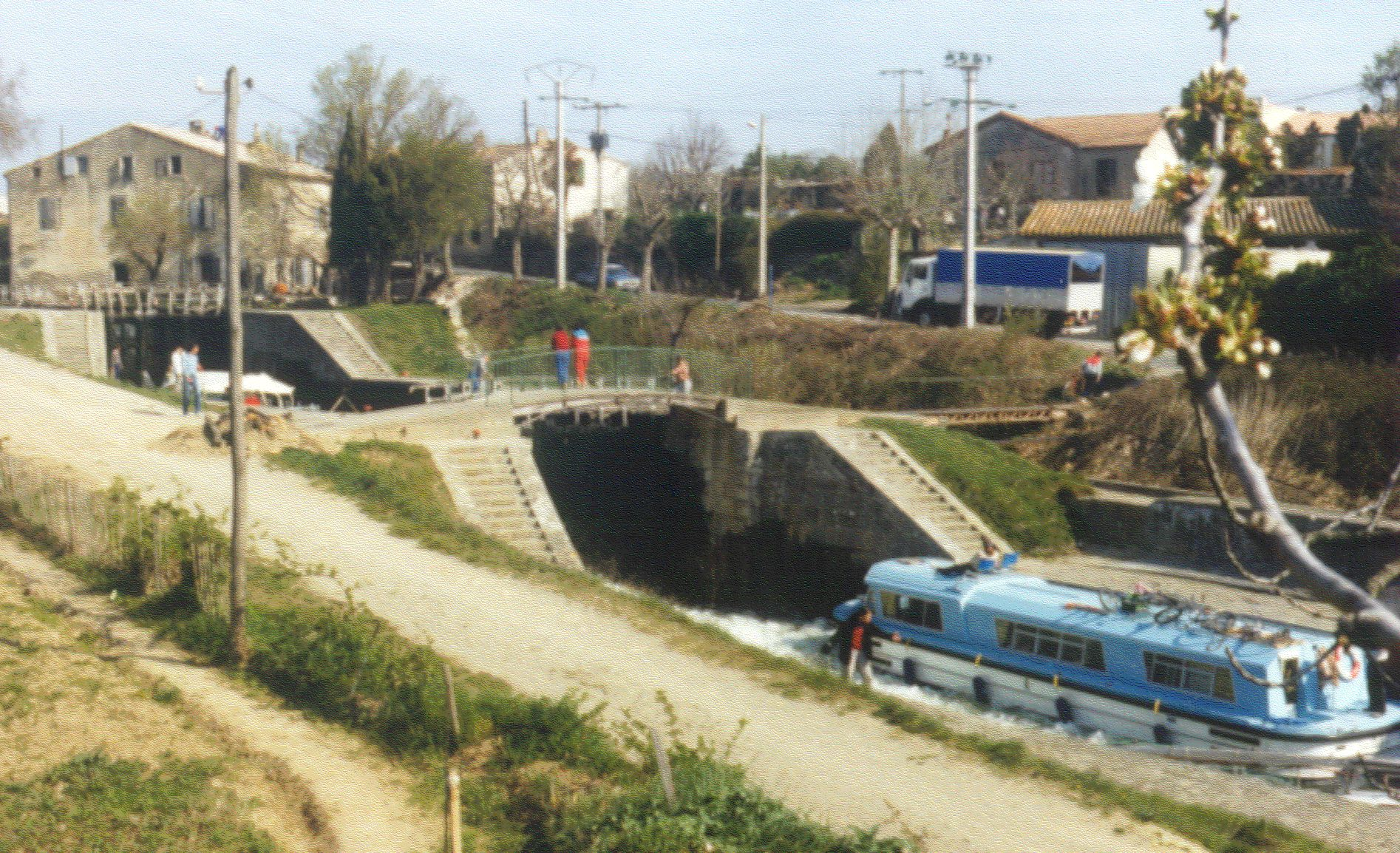
Dreifachschleuse: die zwei unteren Kammern und das Verbindungstor zur oberen Kammer
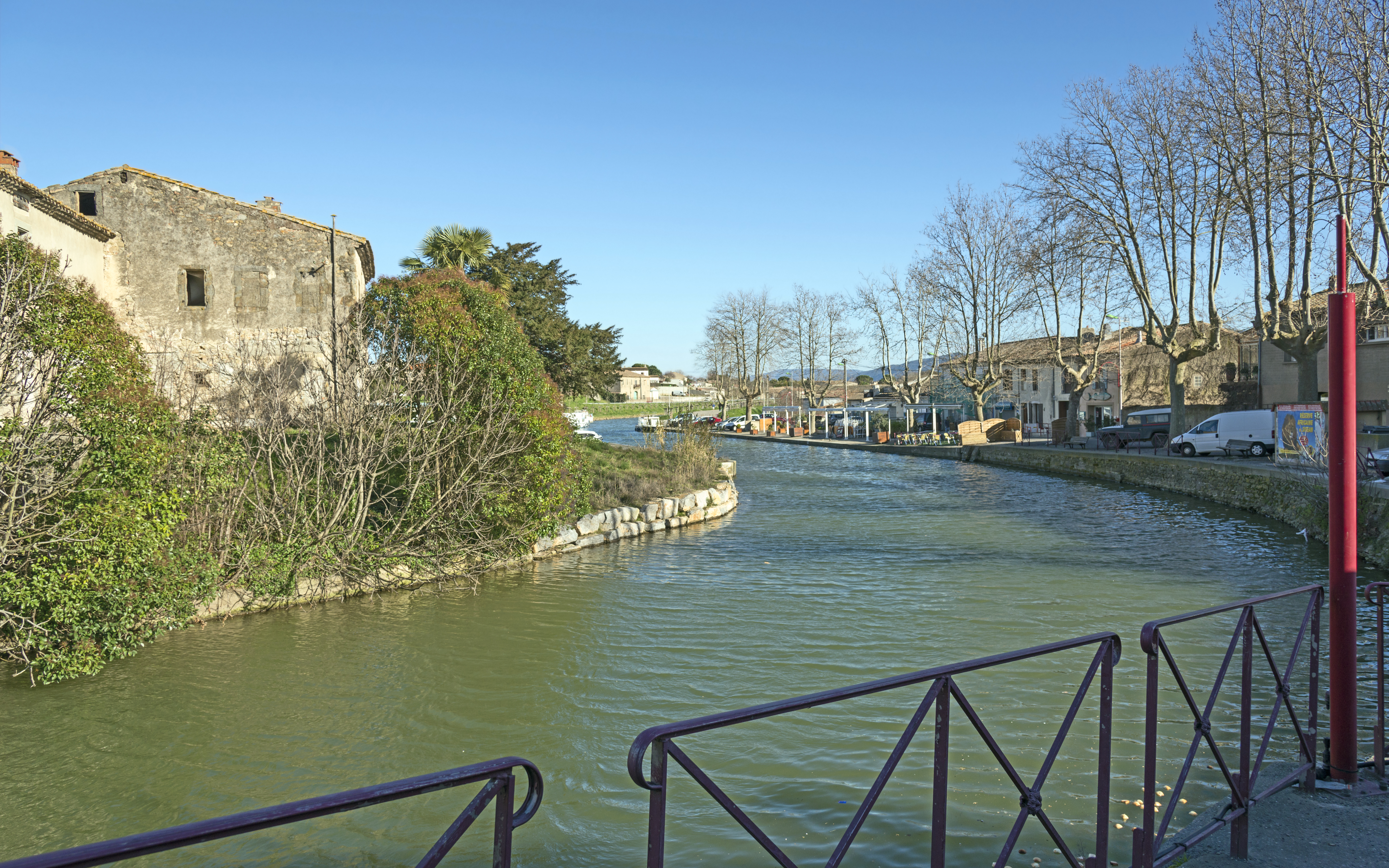
Der Canal du Midi unterhalb der Dreifachschleuse

## Tourismus
Am Canal du Midi wurde ein Freizeithafen für den Tourismus mit Sport- und Hausbooten angelegt.

## Jüngere Geschichte
Am 23. März 2018 kam es in einem Supermarkt zu einer Geiselnahme mit islamistischem Hintergrund, bei der drei Menschen zu Tode kamen.

## Gemeindepartnerschaft
- Helsa, Deutschland

## Persönlichkeiten
- Patrick Imbert (* 1977), Filmregisseur, Drehbuchautor und Animator